# Розенкранц и Гильденстерн мертвы
«Розенкранц и Гильденстерн мертвы» (также «Розенкранц и Гильденштерн мертвы») — абсурдистская трагикомедия, пьеса Тома Стоппарда, впервые поставленная на Эдинбургском фестивале в 1966 году.
Пьеса рассказывает о событиях, описанных в трагедии Уильяма Шекспира «Гамлет», с точки зрения двух второстепенных персонажей — придворных Розенкранца и Гильденстерна. События происходят главным образом параллельно действию пьесы Шекспира с краткими появлениями главных героев «Гамлета», которые разыгрывают фрагменты сцен оригинала. Между этими эпизодами главные герои обсуждают ход событий, не имея о нем непосредственных знаний.
На русский язык пьесу перевёл в конце 1960-х годов Иосиф Бродский, который ничего не знал о её авторе. Рукопись перевода сохранилась в архивах журнала «Иностранная литература» и была опубликована в 1990 году.

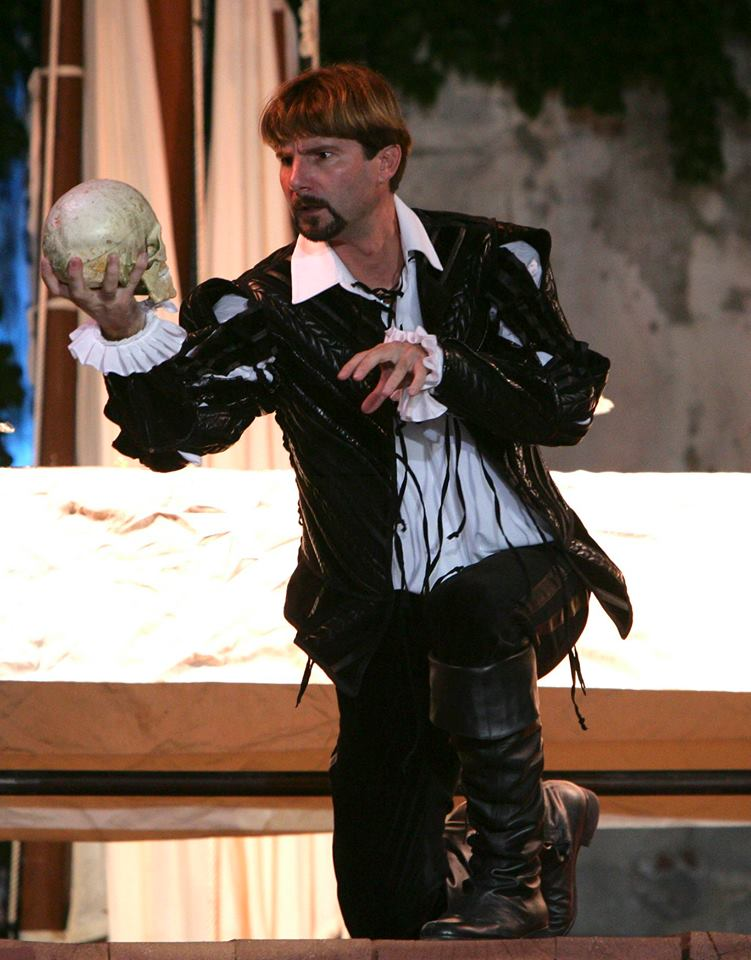
Иосип Зовко в роли Гамлета, на сцене HNT Split, фото: Матко Биляк

## Название
Название дословно взято из финальной сцены пьесы Уильяма Шекспира «Гамлет». В предшествующих сценах принц Гамлет, сосланный в Англию своим дядей — коварным королём Дании Клавдием (убившим своего брата — отца Гамлета, чтобы завладеть троном), узнаёт о содержании письма, которое король передал сопровождающим принца давним, но ненадёжным друзьям Розенкранцу и Гильденстерну. К концу пьесы Шекспира принц Гамлет, его возлюбленная Офелия, её брат Лаэрт и их отец Полоний, а также король Клавдий и королева Гертруда, мать Гамлета, погибают. Прибывающий из Англии посол скупо сообщает: «Розенкранц и Гильденстерн мёртвы». Из главных действующих лиц трагедии в живых остаётся только Горациo.

## Персонажи
- Розенкранц и Гильденстерн — университетские товарищи принца Гамлета. Часто забывают, кто из них кто. Розенкранц простоват, принимает мир таким, какой он есть. Гильденстерн более вдумчив, переживает о том, какие последствия повлекут за собой происходящие события. В восприятии Гамлета предатели. Всё время повторяют, что «их вызвали», но не помнят, почему и кто (в оригинале их вызвал Король, к тому времени занимающий место Гамлета).
- Игрок — странствующий актёр с изрядной долей остроумия. Утверждает, что все сюжеты в театре строятся вокруг любви, крови и риторики, причём кровь — обязательный компонент, а большинство сюжетов заканчиваются смертью. Приглядывает за мальчиком Альфредом (одним из своих трагиков). Часто Игрока называют Кукловодом, поскольку он имеет полный контроль как над своими трагиками, так и в целом над всей пьесой.
- Гамлет — принц Дании, племянник короля Клавдия. В течение всей пьесы по-разному ведёт себя с различными персонажами, так же как и в пьесе Шекспира.
- Трагики — путешествуют с Игроком.
- Клавдий — король, дядя и отчим Гамлета. Приглашает Розенкранца и Гильденстерна.
- Гертруда — королева Дании, мать Гамлета.
- Полоний — советник Клавдия. Понимает большую часть поступков и слов Гамлета, но не придаёт им серьёзного значения.
- Офелия — дочь Полония.
- Горацио — друг детства Гамлета. Остаётся в живых. Пьеса заканчивается прямой цитатой из «Гамлета».
- Фортинбрас — племянник короля Норвегии. Появляется в конце, чтобы занять освободившийся престол Дании.

## Сюжет

### Действие первое
Пьеса открывается сценой, в которой Розенкранц и Гильденстерн подбрасывают монетку, делая ставки на то, какой стороной она упадёт. Розенкранц, всё время ставящий на «орла», побеждает 92 раза подряд. Поскольку согласно теории вероятностей возможность подобного исхода крайне мала, Гильденстерн вносит предположение о том, что они находятся во власти «не-, противо- или сверхъестественных сил» (см. также Ошибка игрока). Далее читатель узнаёт, почему персонажи находятся там, где находятся: за ними послал король. Гильденстерн выдвигает теорию относительно природы реальности, строя своё рассуждение на том, что чем больше людей наблюдают некое событие, тем более «реальным» оно становится.
Прибывает труппа актёров-трагиков во главе с 1-м актёром и предлагает главным героям устроить для них представление. Перечисление актёрами их репертуара звучит так, словно они ставят только крайне жестокие и кровавые истории. Следующие две сцены пьесы взяты из сюжета «Гамлета». Первая из них, с участием Гамлета и Офелии, происходит в трагедии Шекспира «за кулисами», а после Офелия пересказывает случившееся Полонию; в пьесе Стоппарда действия шекспировских героев полностью соответствуют её описанию. Вторая сцена скопирована напрямую из «Гамлета» и соответствует первому появлению в ней Розенкранца и Гильденстерна. В этой сцене Клавдий и Гертруда — король и королева Дании — просят героев выяснить природу недавно овладевшего принцем Гамлетом безумия. Королевская чета, называя Розенкранца и Гильденстерна именами друг друга, демонстрирует неспособность различить их. Не могут сделать этого, к своему раздражению, и сами герои.
Розенкранц и Гильденстерн предпринимают попытку подготовиться к своей встрече с принцем: один из них притворяется Гамлетом, а другой задаёт ему вопросы, пытаясь выяснить причину сумасшествия. Это, однако, не позволяет им получить никакой новой информации. Действие завершается ещё одной сценой из «Гамлета», в которой герои наконец-то встречаются с принцем лично.

### Действие второе
Второе действие начинается с продолжения между Розенкранцем, Гильденстерном и Гамлетом того же диалога, начало которого было финалом первого действия. Гильденстерн пытается смотреть на случившееся со светлой стороны, однако Розенкранц настроен более пессимистично: он считает, что они ничего не достигли в ходе беседы и Гамлет их полностью переиграл.
На сцену возвращается 1-й актёр. Он раздражён тем, что ранее Гильденстерн и Розенкранц не остались посмотреть их представление, поскольку без зрителя он и его трагики — ничто. Он советует героям перестать ставить под сомнение их собственное существование, поскольку, по итогам рассмотрения, жизнь представляется слишком хаотичной для того, чтобы её было возможно постичь. Актёр, Розенкранц и Гильденстерн вступают затем в ещё одну путаную и алогичную беседу, демонстрирующую ограниченность возможностей языка. Актёр покидает героев, чтобы подготовиться к постановке «Убийства Гонзаго» — трагедии, которая должна быть исполнена в присутствии Гамлета и короля с королевой.
Входит королевская чета, и разворачивается ещё одна сцена, взятая напрямую из «Гамлета»: они спрашивают Розенкранца и Гильденстерна про их встречу с принцем, а те в ответ сообщают о заинтересованности Гамлета в деятельности прибывших в замок трагиков. После ухода короля и королевы герои размышляют о своём поручении. Они видят прогуливающегося Гамлета, но попытка расспросить его оказывается для них провальной.
Трагики возвращаются и устраивают генеральную репетицию «Убийства Гонзаго». Постановка выходит за пределы того, как она описана у Шекспира: персонажи, напоминающие Розенкранца и Гильденстерна, показаны плывущими по морю на корабле и встречающими свою смерть от рук английских придворных; постановка, тем самым, предвещает судьбы персонажей. Гильденстерн не совсем улавливает связь между событиями пьесы и их собственными судьбами, однако Гильденстерн устрашён; он словесно атакует трагиков, критикуя их неспособность ухватить в игре истинную сущность смерти. Свет на сцене гаснет.
Когда сцена вновь становится видима, Розенкранц и Гильденстерн лежат в тех же позах, что и актёры, до этого изображавшие их смерть. Герои расстроены тем, что стали пешками короля и королевы. На сцену вновь входит Клавдий, приказывая Розенкранцу и Гильденстерну отыскать спрятанный Гамлетом труп Полония. После многих неудачных попыток они всё же находят Гамлета, однако им не удаётся узнать, где тот спрятал тело. Гамлет покидает сцену вместе с королём.
Розенкранц рад, что их миссия завершена, однако Гильденстерн знает, что это не так. Разговаривая с норвежским солдатом, входит Гамлет. Розенкранц решает, что будет счастлив сопроводить принца в Англию, поскольку для него это означает свободу от указов датского двора. Гильденстерн осознаёт, что куда бы он и Розенкранц ни отправились, они всё равно останутся заточены в ловушке этого мира.

### Действие третье
Розенкранц и Гильденстерн обнаруживают себя на корабле, уже плывущем по морю. Это представлено таким образом, словно они не имеют понятия о том, как там оказались. Сперва герои пытаются определить живы ли они; со временем Розенкранц и Гильденстерн осознают, что живы и находятся на борту судна. Они вспоминают, что Клавдий дал им письмо и поручил доставить его королю Англии. После недолгих попыток понять, у кого из них это письмо находится, герои обнаруживают его и читают. Розенкранц и Гильденстерн понимают, что письмо содержит просьбу Клавдия о казни Гамлета. Розенкранц высказывает сомнения в том, что им надлежит продолжать следовать приказам короля, однако Гильденстерн убеждает его, что они недостойны того, чтобы препятствовать судьбе и планам королей. Свет на сцене гаснет, и персонажи, предположительно, засыпают. Гамлет подменяет письмо Клавдия тем, которое написал сам (у Шекспира это событие также происходит «за кулисами»).
Сцена освещается снова. Розенкранц и Гильденстерн обнаруживают, что на палубе, спрятавшись в бочках («невозможным образом», согласно ремарке), находятся трагики. Они вынуждены бежать из Дании, поскольку их постановка оскорбила Клавдия. Когда Розенкранц жалуется, что в происходящем недостаточно действия («action»), корабль атакуют пираты. Гамлет, Розенкранц, Гильденстерн и 1-й актёр прячутся в разных бочках. Свет тускнеет.
Когда свет вновь становится ярче, принца на корабле уже нет (в пьесе Шекспира Гамлет сообщает, что спланировал собственное похищение пиратами, чтобы вернуться в Данию). Розенкранц и Гильденстерн впадают в панику, перечитывают письмо — и обнаруживают, что теперь оно содержит приказ об их собственной казни. Гильденстерн не может понять, что в нём и Розенкранце такого уж важного, что их казнь становится необходимой.
1-й актёр говорит Гильденстерну, что любой путь ведёт к смерти. Гильденстерн выходит из себя, выхватывает кинжал из-за пояса актёра, крича, что его с труппой изображения смерти не соответствуют тому, какова она на самом деле. Он поражает Игрока кинжалом, и тот падает — по-видимому, умирая. Гильденстерн полностью убеждён, что убил актёра, однако несколько секунд спустя трагики начинают аплодировать, а тот встаёт и отряхивает одежду. Он сообщает Гильденстерну, что кинжал на самом деле был театральным реквизитом с выдвижным лезвием. Далее трагики разыгрывают эпизод смерти из финальной сцены «Гамлета».
Освещение меняется таким образом, что видимыми остаются только Розенкранц и Гильденстерн. Розенкранц всё ещё не понимает, почему их смерть необходима. Он, однако, отдаёт себя в руки судьбы; его персонаж исчезает. Гильденстерн задаётся вопросом о том, в какой момент он прошёл ту точку невозврата, до которой ещё была возможность остановить цепь событий, приведшую его к такому финалу. Затем его персонаж также исчезает. Финальная сцена пьесы включает в себя последние несколько строк из «Гамлета», в которых прибывший из Англии посол сообщает, что королевский приказ исполнен и «Розенкранц и Гильденстерн мертвы».

## Постановки
- 1967 — Олд Вик (Национальный театр). Розенкранц — Джон Страйд, Гильденстерн — Эдвард Петербридж[1]
- 1967 — театр Юджина О’Нила. Розенкранц — Брайн Мюррей, Гильденстерн — Джон Вуд
- 1987 — Roundabout Theatre Company. Розенкранц — Стивен Лэнг, Гильденстерн — Джон Рубинштейн
- 1991 — Гешер (Тель Авив) - на русском языке. Постановка - Евгений Арье, Розенкранц — Марк Иванир/Михаил Асиновский, Гильденстерн — Евгений Терлецкий
- 1995 — Национальный театр. Розенкранц — Эдриан Скарборо, Гильденстерн — Саймон Расселл Бил[2]
- 2011 — Чичестерский фестивальный театр. Розенкранц — Сэмюэл Барнетт, Гильденстерн — Джейми Паркер[2]
- 2015 — Глобус (Новосибирск). Розенкранц — Руслан Вяткин, Гильденстерн — Никита Сарычев
- 2017 — Олд Вик. Розенкранц — Дэниел Рэдклифф, Гильденстерн — Джошуа Магвайр[3]
- 2022 — Гешер (Тель Авив) - на иврите. Розенкранц — Идо Мосери, Гильденстерн — Алон Фридман

## Экранизации
- 1990 — Розенкранц и Гильденстерн мертвы / Rosencrantz & Guildenstern Are Dead
- 2004 — Король Лев 3: Хакуна матата / The Lion King 1½ (своеобразная экранизация пьесы, параллелквел мультфильма «Король Лев», сюжетные мотивы которого схожи с «Гамлетом»)